# Cuscuta kilimanjari
Cuscuta kilimanjari är en vindeväxtart som beskrevs av Oliver. Cuscuta kilimanjari ingår i släktet snärjor, och familjen vindeväxter. Utöver nominatformen finns också underarten C. k. major.